# Une princesse de Mars
Une princesse de Mars (titre original : A Princess of Mars) est un roman d'Edgar Rice Burroughs faisant partie du Cycle de Mars et se déroulant sur Barsoom, aussi publié en français sous les titres Le Conquérant de la planète Mars et Les Conquérants de Mars. Il s'agit du premier roman de la série. Chronologiquement, il s'agit du second roman de Burroughs, après Tarzan seigneur de la jungle. 
Considéré comme un classique des pulps du début du XXe siècle, comportant nombre d'actes héroïques et de combats, le roman est fondateur du genre planet opera, qui aura beaucoup de succès dans les décennies suivantes. 
Le roman est prépublié en feuilleton dans le pulp The All-Story à partir de février 1912 sous le titre Under the Moons of Mars.

## Résumé
Le récit est introduit par un narrateur supposé en attester la véracité. Présenté comme le neveu de John Carter, il est appelé d’urgence à New York et à son arrivée, il apprend que John Carter a été retrouvé mort le matin même. Dans son testament, John Carter demande à être enterré dans un mausolée ne s’ouvrant que de l’intérieur. Il a laissé derrière lui un manuscrit  qui va constituer le cœur du récit. 
Dans celui-ci, John Carter raconte ce qui lui est arrivé des années auparavant alors qu'il cherchait de l'or en Arizona avec un associé. Attaqués par des Apaches, son ami est tué et lui trouve refuge dans une mystérieuse caverne où il est saisi d’un soudain engourdissement. Alors que les Apaches sont visiblement terrorisés par ce qu'il y a dans la caverne, John Carter est littéralement arraché à son corps et se retrouve dédoublé, debout nu à côté de son propre corps. Attiré alors par Mars qui brille dans le ciel, planète qui l'a toujours fasciné, il tend les bras vers elle et se sent transporté à travers le vide. 
John Carter se réveille nu sur le sol de la planète rouge où il découvre rapidement qu’il est capable de faire des bonds gigantesques en raison de la faible pesanteur, ce qui lui permet d'échapper à une bande de martiens verts qui l'attaquent pour protéger l'enclos où se trouvent leurs petits. Cet exploit physique lui vaut d'être fait prisonnier plutôt que tué. 
Les martiens verts qui l'ont capturé sont des créatures de plus de quatre mètres, ayant deux jambes, deux bras et deux membres intermédiaires pouvant servir de jambes ou de mains. Ils vivent en hordes qui occupent d'anciennes villes abandonnées, visiblement construites par des êtres de taille humaine, vivent de rapines et se font continuellement la guerre. Ce sont des êtres cruels et brutaux qui conçoivent rapidement du respect pour John Carter, surtout lorsqu'il tue un des leurs d'un simple coup de poing, s'appropriant ainsi les biens et le titre du mort. À la fois prisonnier et chef, John Carter est gardé par l’équivalent martien d’un chien, Woola, un calot dont il se rend rapidement maître en lui sauvant la vie, tandis qu'il s'attire le respect de Tars Tarkas, un noble thark (la tribu de martiens verts où il vit), qui semble moins brutal que les autres martiens verts. 
Lorsque des aéronefs survolent la ville, les martiens verts les attaquent et font une prisonnière. John Carter a alors la surprise de découvrir l'existence des martiens rouges, parfaitement humanoïdes, et particulièrement de Dejah Thoris, la prisonnière, qui est princesse d'Hélium, une puissante cité-État, dont il tombe rapidement amoureux et qu'il sauve des griffes d'une brute thark. 
Grâce à Sola, une jeune femelle verte qui lui montre de l'affection, et de Dejah Thoris, John Carter apprend l'histoire de Barsoom, le nom de Mars, et le rôle que chaque race y joue. Il apprend aussi à maitriser la télépathie, que tous les  martiens pratiquent. Lorsque Tal Hajus, jeddak (roi) des tharks décide de supplicier les prisonniers, ceux-ci s'évadent avec l'aide de Sola. Alors qu'il protège la fuite des deux femmes, John Carter est fait prisonnier par une horde de warhoons, une tribu ennemie des tharks. Dans leur prison, il rencontre Kantos Kan, un padwar (lieutenant) de la flotte d’Hélium, et ils réussissent à s'évader chacun de leur côté lors de jeux du cirque. 
Au cours de ses errances, John Carter est brièvement accueilli par le gardien de l'usine atmosphérique qui génère l’atmosphère martienne, puis il arrive à Zodanga, une nation en guerre contre Hélium, où il retrouve Kantos Kan, qui pense que Dejah Thoris est prisonnière du jeddak local. John Carter tente alors de rejoindre Hélium. Il sauve Tars Tarkas d'une horde de warhoons, et ce dernier tue Tal Hajus pour devenir jeddak des tharks qui s'allient alors avec Carter pour attaquer Zodanga, juste à temps pour interrompre le mariage entre Sah Than et Dejah Thoris, qui avait consenti à cette union pour sauver Helium. Zodanga soumise et son jeddak tué, John Carter rejoint cette fois Hélium avec une flotte aérienne et libère la ville des forces restantes de Zodanga. Reçu avec tous les honneurs et dans la liesse, John Carter épouse Dejah Thoris. 
Neuf ans plus tard, alors que lui et Dejah Thoris attendent un heureux événement, sous la forme d’un œuf pondu depuis cinq ans, on apprend soudain que l’usine atmosphérique ne fonctionne plus et que personne ne sait comment y accéder. John Carter se rappelle toutefois du code d'ouverture de l'usine, qu'il avait capté télépathiquement de l'esprit du gardien de l'usine. Il s’y rend, ouvre les portes… et tombe inconscient pour se réveiller dans la grotte en Arizona. Il ignore si l’air est revenu sur Mars et si Dejah Thoris est en vie, et pendant dix années, il va rêver de Barsoom et essayer d'y retourner.
Le narrateur conclut alors en se demandant si c'est bien un hasard si le mausolée où il a enterré son oncle ne s'ouvre que de l'intérieur.

## Publications

### Version originale
- Titre : A Princess of Mars
- Parution en magazine : Under the moons of Mars, "The All-Story", février à juillet 1912
- Parution en livre relié : A.C.McClurg & Co., 1917

### Éditions françaises
- 1937 : Le Conquérant de la planète Mars, magazine Robinson
- 1938 : Le Conquérant de la planète Mars, Hachette
- 1970 : Les Conquérants de Mars, couverture de John Coleman Burroughs, J. C. Lattes (ASIN B0000DQ80O)
- 1988 : La Princesse de Mars, traduction de Charles-Noël Martin, Albin Michel, Épées & Dragons  (ISBN 978-2-226-03220-1)
- 1994 : Une princesse de Mars, dans Le Cycle de Mars 1, traduction de Charles-Noël Martin et Carole Devos, Lefrancq  (ISBN 978-2-87153-174-6) (volume réédité par la librairie Ananke en 2002  (ISBN 978-2-87418-076-7))

## Adaptations au cinéma
Ce roman a été adapté au cinéma :
- en direct-to-video, sous le titre Les Chroniques de Mars (Princess of Mars) en 2009 chez The Asylum ;
- par le réalisateur américain Andrew Stanton sous le titre John Carter en 2012 chez Walt Disney Pictures.